# 留仙坪乡
留仙坪乡是中国陕西省商洛市丹凤县下辖的一个乡。

## 行政区划
留仙坪乡下辖以下行政区：
油房街村、界牌村、涧子村、留仙坪村、虎头村、页山村、孙家巷村、黄岗村